# Panshan
Panshan (en chino, 盘山; pinyin, Pánshān) es un condado  bajo la administración directa de la Prefectura Panjin en la Provincia de Liaoning, República Popular China.  Su área es de 1340 km² y su población total para 2010 superó los 280 mil habitantes. 

## Administración
Desde julio de 2020, el  Condado Panshan se divide en 13 pueblos que se administran en 4 subdistritos y 9 poblados.